# ルディ・サーゾ
ルディ・サーゾ（Rudy Sarzo、1950年11月18日 - ）は、キューバ生まれ、アメリカ合衆国育ちのベーシスト、アニメーター。実弟は、ハリケーンのギタリスト、ロバート・サーゾ。

## 来歴
1950年にキューバ・ハバナで生まれ、1961年にアメリカ合衆国へ移住する。最初はアコースティック・ギターを弾き始め、1967年頃からベースに転向。
1978年にクワイエット・ライオットに参加してアルバムを制作（演奏はしていない）するも、日本でのみ発売というローカルなものであった。1981年3月、親友ランディ・ローズの推薦によりオジー・オズボーンのバンドに加入し、名を広める。アルバム『ダイアリー・オブ・ア・マッドマン』に伴うツアーの模様は後に『トリビュート〜ランディ・ローズに捧ぐ』として、さらにブラック・サバスの楽曲ばかりを演奏した『悪魔の囁き』として残っている。
1982年9月にバンドを脱退してクワイエット・ライオットに戻る。この時に発表したアルバム『メタル・ヘルス〜ランディ・ローズに捧ぐ〜』は600万枚を売り、ビルボード・ポップ・チャートで初登場1位を獲得した初めてのヘヴィメタル・バンドとなった。続く『コンディション・クリティカル』でも300万枚の大ヒットとなった。
1987年4月にトミー・アルドリッジと共にホワイトスネイクの一員となって『白蛇の紋章〜サーペンス・アルバス』のビデオとアルバムをサポートするツアーに参加、華やかなステージ・パフォーマンスは当時のロック・シーンに合致し、大きな人気を得ることになった。続く『スリップ・オブ・ザ・タング』の制作に参加し、これもマルチ・プラチナに輝く大ヒットとなる。しかしツアー後にバンドは崩壊し、グレイテスト・ヒッツ発売に伴うツアーが終了した1994年9月にホワイトスネイクは完全に解散する（のちの再結成には関与せず）。この頃、ホワイトスネイクの元メンバーやロン・ヤングと共にマニック・エデンを結成し、アルバムを1枚発表。
1997年5月にクワイエット・ライオットの再結成に参加してアルバム『アライブ・アンド・ウェル』『Guilty Pleasures』の制作、さらに2003年8月までツアーを行う。
2004年2月にはイングヴェイ・マルムスティーンのバンド、ライジング・フォースに参加し、アルバム『アタック!!』に伴うアメリカ・ツアーに参加する。終了後の4月にはディオに参加してツアーで世界を回る。その後はブルー・オイスター・カルトにも参加した。2011年にはクリス・インペリテリ(インペリテリ)、スコット・トラヴィス(ジューダス・プリースト、レーサーX)、マイク・ヴェセーラ(元ラウドネス)等と共にアニメタルUSAに参加しアルバムをリリース、ファンを驚かせた。同年「LOUDPARK'11」に出演している。
2021年8月、約18年ぶりにクワイエット・ライオットへ復帰。同年11月に米バージニア州ウッドフォードにて、復帰後初ライブが行われた。
現在もバンドに在籍するかたわら、3Dアニメーターとしても活動している。

## ディスコグラフィ

### クワイエット・ライオット
- 『メタル・ヘルス〜ランディ・ローズに捧ぐ〜』-  Metal Health (1983年)
- 『コンディション・クリティカル』-  Condition Critical (1984年)
- 『アライヴ・アンド・ウェル』-  Alive and Well (1999年)
- Guilty Pleasures (2001年)

### オジー・オズボーン
- 『悪魔の囁き』-  Speak of the Devil (1982年)
- 『トリビュート〜ランディ・ローズに捧ぐ』-  Tribute (1987年)

### ホワイトスネイク
- 『スリップ・オブ・ザ・タング』-  Slip of the Tongue (1989年)
- 『ライヴ・アット・ドニントン 1990』-  Live at Donington 1990 (2011年)

### ディオ
- 『情念の炎〜ホーリィ・ダイヴァー・ライヴ』-  Holy Diver - Live (2006年)

### その他
- マース (M.A.R.S. = MacAlpine/Aldridge/Rock/Sarzo) : 『ドライヴァー』 - Project Driver (1986年)
- マニック・エデン : 『マニック・エデン』 - Manic Eden (1994年)
- マイケル・アンジェロ・ベティオ : Hands Without Shadows (2005年) ※「Tribute to Randy」に参加
- マーカス・グロスコフズ・ベースインヴェイダーズ : 『ヘルベースビーターズ』 - Hellbassbeaters (2008年)
- ティム・リッパー・オーウェンズ : 『プレイ・マイ・ゲーム』 - Play My Game (2009年)
- アニメタルUSA : 『アニメタルUSA』 - Animetal USA (2011年)
- アニメタルUSA : 『アニメタルUSA W』 - Animetal USA W (2012年)
- クイーンズライク : 『フリークエンシー・アンノウン』 - Frequency Unknown (2013年)
- Devil City Angels : Devil City Angels (2015年)[3]
- ディー・メタル・スターズ : 『メタル・ディズニー』 - Metal Disney (2016年)
- エイドリアン・ラッソ : Frozen In Time (2017年)
- ゲス・フー : The Future Is What It Used To Be (2018年)
- ア・ニュー・リヴェンジ : Enemies & Lovers (2019年)[4]
- ヴィニー・ムーア : Soul Shifter (2019年) - ゲスト参加[5]
- ヴァンデンバーグ : 2020 (2020年) - ゲスト参加[6]

## 著作
- 『オフ・ザ・レイルズ』（飯村淳子訳、バーン・コーポレーション、ISBN 978-4-401-70162-9） クワイエット・ライオット、オジー・オズボーン・バンドでランディ・ローズと過ごした日々を中心とした自伝